# Harpalion
Harpalion (gr.: Άρπαλίων, Harpalίōn) – syn Pylajmenesa, mitycznego króla Paflagończyków. Ojciec, jako trojański sprzymierzeniec, dowodził swą armią w czasie wojny trojańskiej. Harpalion wziął w niej udział. Zginął z ręki Merionesa, syna Molosa w XIII pieśni Iliady. Pylajmenes zaś został zabity w bitwie z ręki Menelaosa ze Sparty w V pieśni. Śmierć jego została przedstawiona przed śmiercią syna, pomimo to wystąpił w orszaku żałobnym syna. Jest to słynna pomyłka w Iliadzie, zauważona już przez komentatorów w starożytności. Homer nie dostarczył żadnych informacji o ich pochodzeniu. 